# Banco da Bahia
O Banco da Bahia foi um banco brasileiro com sede em Salvador, capital do estado da Bahia. Foi fundado em 1858. Em 1942 Clemente Mariani assumiu a presidência da instituição financeira. Em 1967 criou o Banco da Bahia Investimentos S.A. Na década de 1970, disputou fortemente mercado com o Banco Econômico, o que acarretou dificuldades para ambos e, em consequência, a venda das atividades de varejo para o Bradesco. Em 1998, foi feita a fusão do Banco da Bahia e Banco da Bahia Investimentos, criando o Banco BBM.
Os estatutos do banco foram publicados na Coleção das Leis do Brasil de 1858.